# Michael Herck
Michael Herck (Bucarest, Rumania; 4 de agosto de 1988) es un expiloto de automovilismo rumano-belga. Su último equipo fue el Coloni Motorsport; hasta entonces, había corrido con David Price Racing en GP2 Series, que fue comprada por su padre adoptivo André en abril de 2009.

## Carrera

### Primeros años
Michael fue adoptado a la edad de un año y medio por el millonario André Herck, un ciudadano belga nacido en Bucarest. Michael creció en Mónaco, y comenzó su carrera deportiva en el karting en Francia.

### Fórmula Renault
Después de karting, Herck se trasladó a la Fórmula Renault Winter Series de Monza en 2003 y compitió en la serie completa el año siguiente. Ganó el campeonato de 2004 con cinco victorias y 375 puntos . También compitió en la serie belga y española de 1.6 litros en 2004, ganando el campeonato de este último.
En 2007 condujo en las World Series by Renault para el equipo Comtec Racing, pero no pudo anotar ningún punto.
En 2011 disputa una ronda de la Fórmula Renault 3.5, se retira en una carrera y termina 21º en la otra.

### Fórmula 3
Herck se trasladó a Fórmula 3 para el año 2005, ganando el campeonato austriaco. También hizo apariciones seleccionados en los campeonatos británicos y alemanes de ese año. En 2006 compitió en Fórmula 3 Euroseries con el apoyo de su compatriota Bas Leinders, anotando doce puntos para terminar decimoquinto en el campeonato.

### GP2 Series

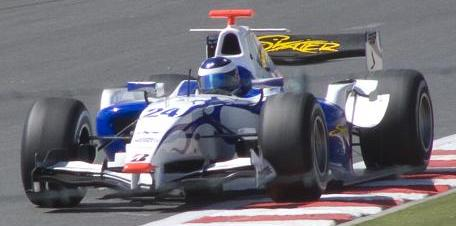
Herck pilotando para David Price Racing en el Magny-Cours (2008)

Herck compitió en las primeras ocho carreras de la edición inaugural de la GP2 Asia Series en el 2008 para el equipo FMS International antes de romperse la muñeca en un accidente, la falta de la última ronda de la temporada.
Estaba previsto que en la GP2 Series para el 2008 también participara, pero fue reemplazado inicialmente por Giacomo Ricci en el David Price Racing hasta que se le curó la muñeca. Después de dos rondas del campeonato, Ricci abandonó en favor de Andy Soucek mientras Herck siguió recuperándose. Por último, hizo su debut en la GP2 en Magny-Cours. Continuó con el DPR para la temporada 2008/09 de GP2 Asia Series, y también la temporada 2009 de GP2 Series. En el Autódromo Internacional do Algarve, Herck terminó sexto en el camino durante la carrera principal. Sin embargo, sus puntos de GP2 primero fueron despojados de él debido a las irregularidades con su equipo DPR. Sus primeros puntos con el tiempo se produjo durante el 2009-10 GP2 Asia Series, terminando séptimo en la carrera principal de la segunda ronda de Abu Dhabi. Después de adelantar Max Chilton al inicio de la carrera al sprint, Herck se dirigía a su primer podio y la victoria en la serie, pero Davide Valsecchi le pasó justo antes del final de la carrera. Herck finalmente terminó decimotercero en la clasificación del campeonato.
Herck continuó mejorando en la serie principal de 2010, terminando en los puntos en varias ocasiones. Él también se clasificó en la pole position de su "casa" en la carrera en Bélgica, pero lo perdió debido a una infracción. En la temporada 2011, tan sólo logra un punto en toda la temporada.

## Resultados

### GP2 Series
(Clave) (negrita indica pole position) (cursiva indica vuelta rápida puntuable)

| Año  | Escudería          | 1   | 1   | 2   | 2   | 3   | 3   | 4   | 4   | 5   | 5   | 6   | 6   | 7   | 7   | 8   | 8   | 9   | 9   | 10  | 10  | Pos. | Puntos | Ref.   |
| ---- | ------------------ | --- | --- | --- | --- | --- | --- | --- | --- | --- | --- | --- | --- | --- | --- | --- | --- | --- | --- | --- | --- | ---- | ------ | ------ |
| 2008 | David Price Racing | BAR | BAR | EST | EST | MON | MON | MAG | MAG | SIL | SIL | HOC | HOC | BUD | BUD | VAL | VAL | SPA | SPA | MNZ | MNZ | 30.º | 0      | [ 9 ]  |
| 2008 | David Price Racing |     |     |     |     |     |     | Ret | 15  | 23  | DNS | 17  | Ret | Ret | 17  | 12  | 14  | 14  | 11  | Ret | 17  | 30.º | 0      | [ 9 ]  |
| 2009 | David Price Racing | BAR | BAR | MON | MON | EST | EST | SIL | SIL | NÜR | NÜR | BUD | BUD | VAL | VAL | SPA | SPA | MNZ | MNZ | ALG | ALG | 23.º | 0      | [ 10 ] |
| 2009 | David Price Racing | 13  | Ret | 16  | 16  | Ret | Ret | 9   | 8   | 14  | 12  | 15  | Ret | 13  | Ret | Ret | 9   | 20† | 13  | DSQ | Ret | 23.º | 0      | [ 10 ] |
| 2010 | David Price Racing | BAR | BAR | MON | MON | EST | EST | VAL | VAL | SIL | SIL | HOC | HOC | BUD | BUD | SPA | SPA | MNZ | MNZ | YMC | YMC | 16.º | 12     | [ 11 ] |
| 2010 | David Price Racing | 17  | 21  | 16  | Ret | 6   | 5   | 8   | 3   | 22  | 14  | 9   | 8   | 7   | Ret | Ret | 13  | Ret | Ret | 16  | 10  | 16.º | 12     | [ 11 ] |
| 2011 | Scuderia Coloni    | EST | EST | BAR | BAR | MON | MON | VAL | VAL | SIL | SIL | NÜR | NÜR | BUD | BUD | SPA | SPA | MNZ | MNZ |     |     | 21.º | 1      | [ 12 ] |
| 2011 | Scuderia Coloni    | 14  | 12  | Ret | Ret | 13  | 15  | 10  | 6   | 24  | 18  | 11  | 10  | 12  | Ret | 16  | 15  | Ret | DNS |     |     | 21.º | 1      | [ 12 ] |

### GP2 Asia Series
(Clave) (negrita indica pole position) (cursiva indica vuelta rápida puntuable)

| Año     | Escudería          | 1    | 1    | 2    | 2    | 3    | 3    | 4    | 4    | 5    | 5    | 6    | 6    | Pos. | Puntos | Ref.   |
| ------- | ------------------ | ---- | ---- | ---- | ---- | ---- | ---- | ---- | ---- | ---- | ---- | ---- | ---- | ---- | ------ | ------ |
| 2008    | FMS International  | YMC1 | YMC1 | SEN  | SEN  | KUA  | KUA  | SAK  | SAK  | YMC2 | YMC2 |      |      | 23.º | 0      | [ 13 ] |
| 2008    | FMS International  | Ret  | 17   | 9    | 12   | 11   | 11   | 15   | 14   |      |      |      |      | 23.º | 0      | [ 13 ] |
| 2008-09 | David Price Racing | SHA  | SHA  | DUB  | DUB  | SAK1 | SAK1 | LOS  | LOS  | KUA  | KUA  | SAK2 | SAK2 | 33.º | 0      | [ 14 ] |
| 2008-09 | David Price Racing | 16   | 16   | 15   | C    | 18   | 18   | 15   | Ret  | 13   | Ret  | 13   | Ret  | 33.º | 0      | [ 14 ] |
| 2009-10 | DPR                | YMC1 | YMC1 | YMC2 | YMC2 | SAK1 | SAK1 | SAK2 | SAK2 |      |      |      |      | 13.º | 7      | [ 15 ] |
| 2009-10 | DPR                | 13   | 9    | 7    | 2    | 23   | 13   | 18   | Ret  |      |      |      |      | 13.º | 7      | [ 15 ] |
| 2011    | Scuderia Coloni    | YMC  | YMC  | IMO  | IMO  |      |      |      |      |      |      |      |      | 8.º  | 9      | [ 16 ] |
| 2011    | Scuderia Coloni    | 13   | 5    | 4    | 5    |      |      |      |      |      |      |      |      | 8.º  | 9      | [ 16 ] |